# 井手寺跡

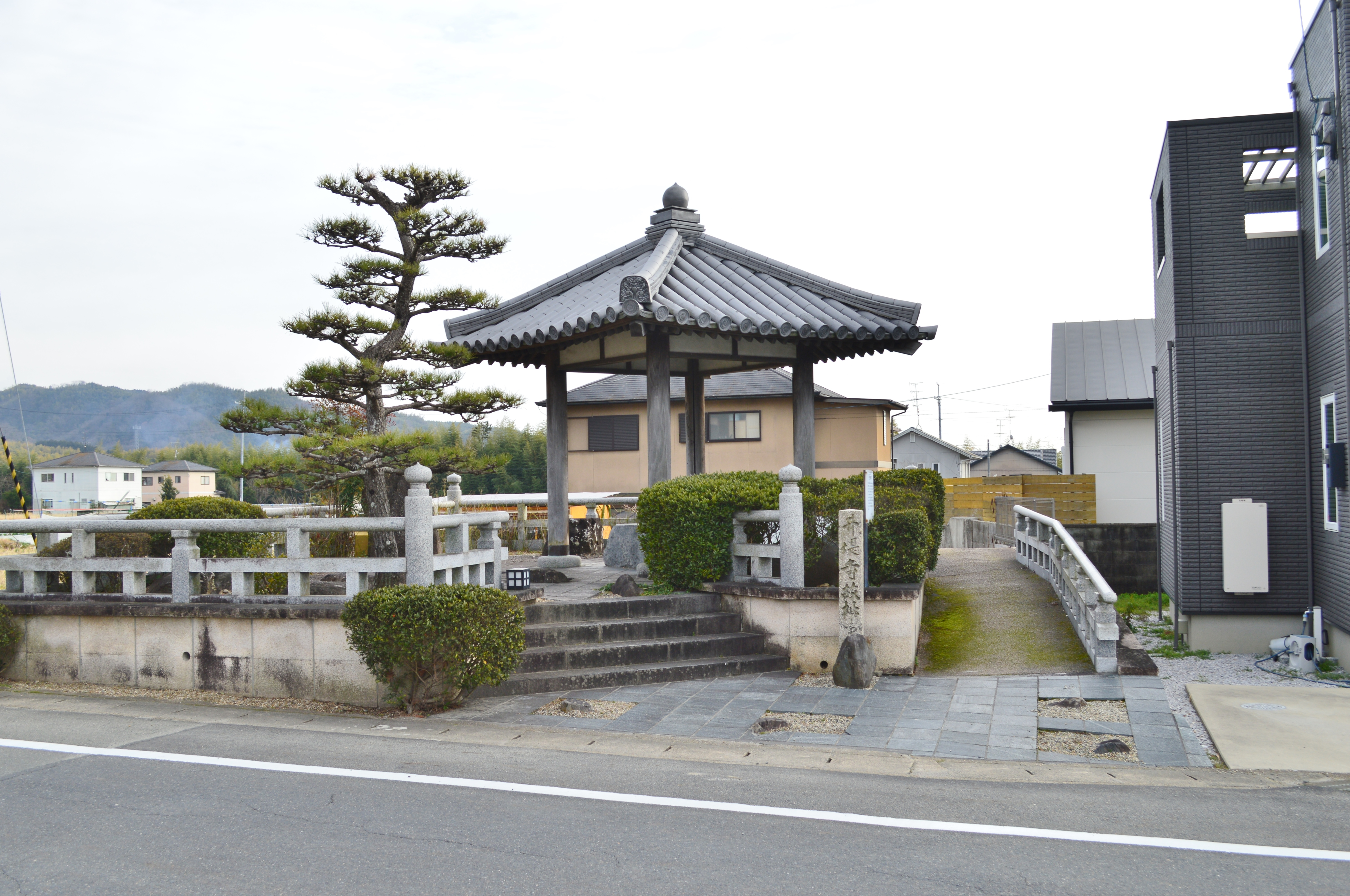
井手寺跡 石碑付近

井手寺跡（いででらあと）は、京都府綴喜郡井手町井手にある古代寺院跡。史跡指定はされていない。出土瓦は京都府指定有形文化財に指定されている。
文献上に見え橘氏の氏寺と推定される「円提寺（えんたいじ/えんていじ、圓提寺/井堤寺/井手寺）」の跡地に比定する説がある。

## 概要
京都府南部、木津川支流の玉川右岸の河岸段丘上に位置する。奈良時代の井手町域では代表的な遺跡で、文献上でのみ知られる円提寺（井堤寺/井手寺）の跡地に比定する説が挙げられている。古くから寺院遺構として知られ、1922年（大正12年）に梅原末治による調査が実施されたほか、2001年度（平成13年度）以降に数次の発掘調査が実施されている。
文献上の円提寺は、創建は詳らかでないものの一説には奈良時代に橘諸兄による氏寺としての建立と推測され、平安時代の天長10年（833年）を初見として室町時代の嘉吉元年（1441年）まで存続が認められる寺院になる。一方で井手寺跡は、発掘調査によれば奈良時代の8世紀中葉頃から平安時代末期までの存続が認められる寺院跡になる。中世期の遺構は認められていないものの、寺院の盛衰は橘氏の盛衰との対応を示すため、円提寺への比定を巡って注目される遺跡になる。

## 歴史

### 創建

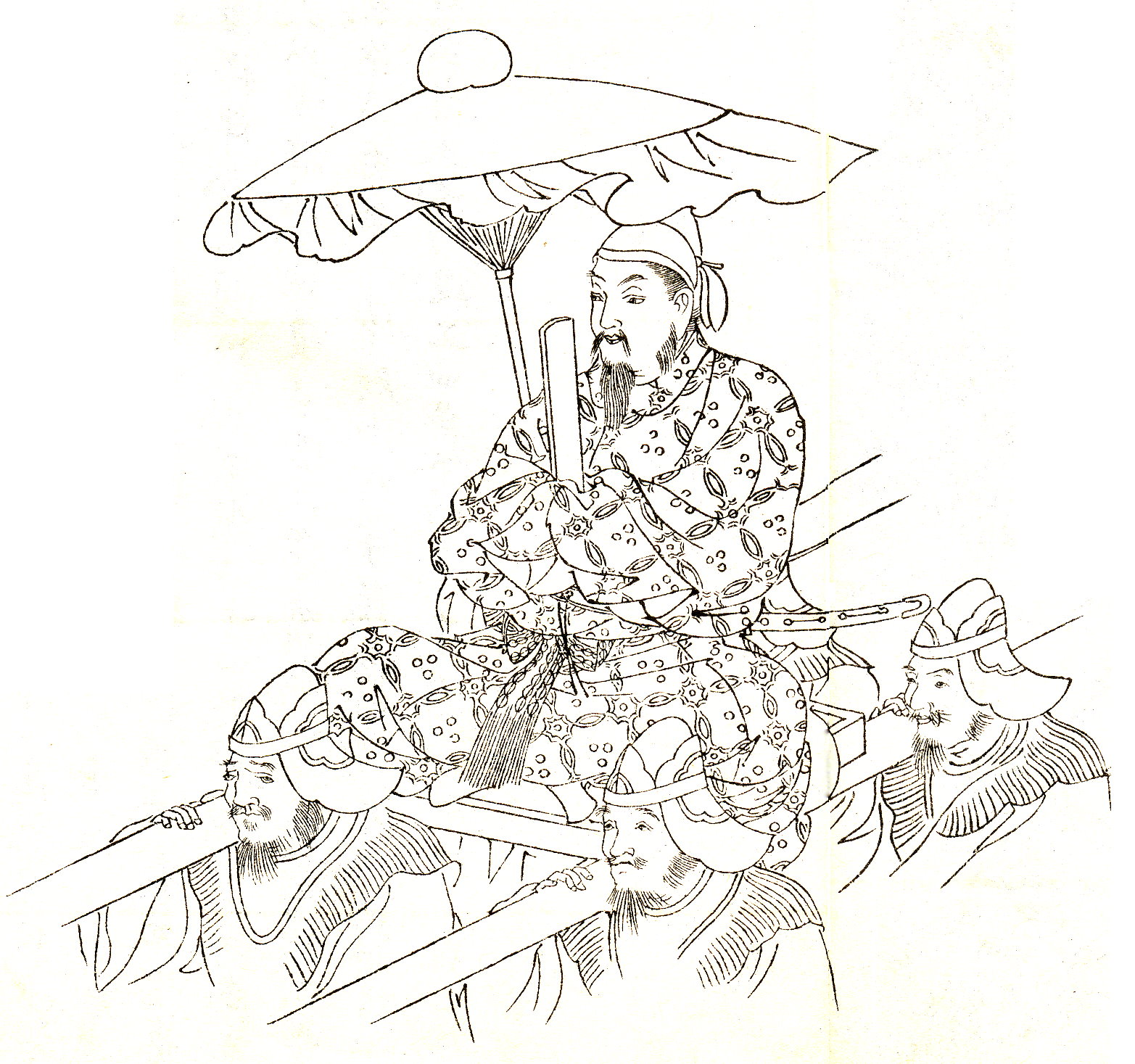
橘諸兄（『前賢故実』より）

文献上の円提寺（井堤寺）の創建は不詳。橘諸兄が橘氏の氏寺として創建したとする伝承があり、天平12年（740年）の聖武天皇による橘諸兄の相楽別業への行幸記事と関連づける説もある。

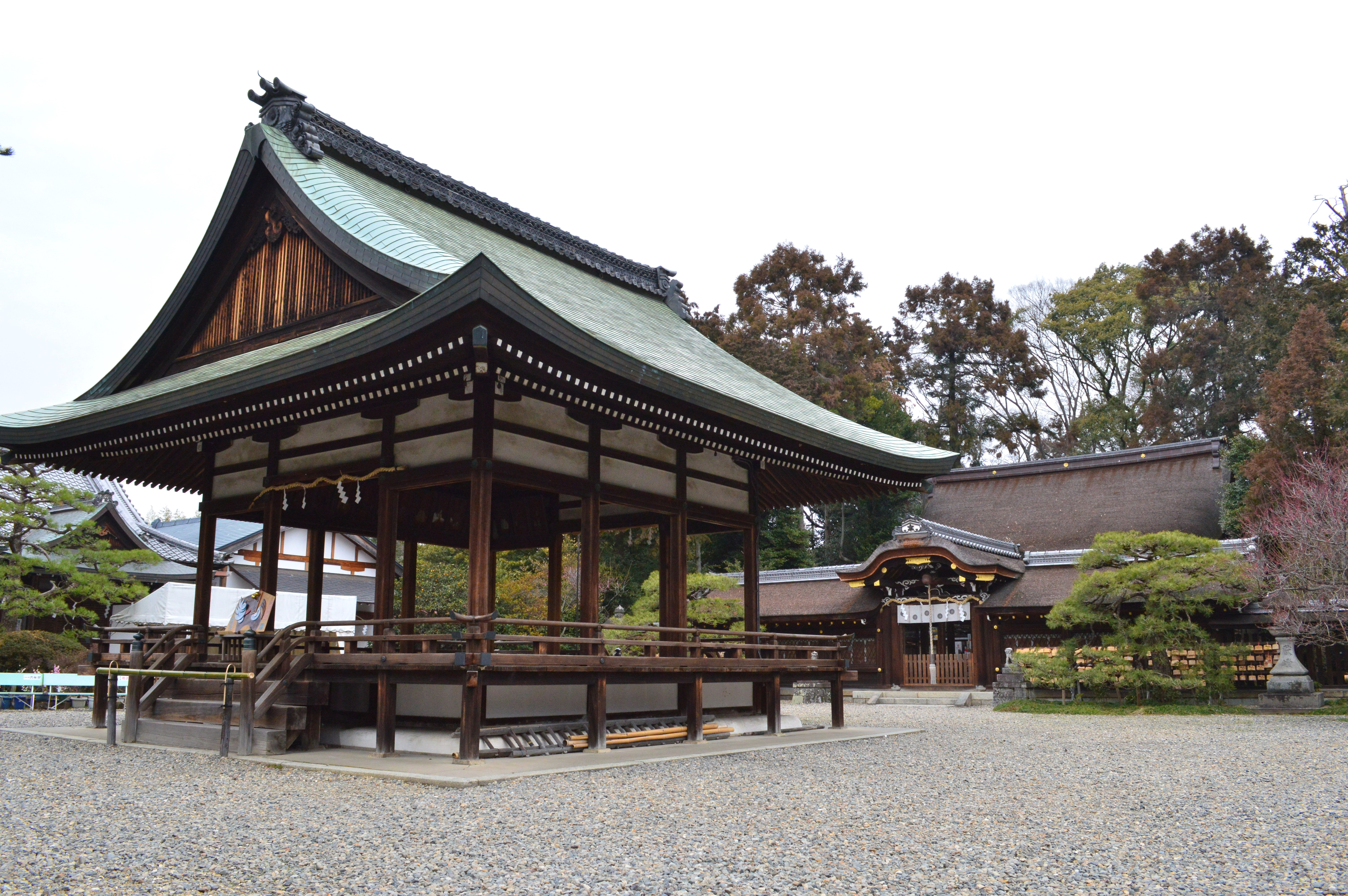
梅宮大社（京都市右京区）

伝承として、『興福寺官務牒疏』（嘉吉元年（1441年））では、推古天皇29年（621年）に山背大兄王が創建して「観音寺」と称されたが、その後に橘諸兄が再建したとする。また「山城国梅宮社司等解」（永万元年（1165年））では、「円提寺」は梅宮社の神宮寺であり、橘氏一族が別当職を担ったとする。この梅宮社は橘氏の氏神で、かつて字天神に所在したというが、『伊呂波字類抄』によれば平安時代に橘嘉智子（檀林皇后）によって平安京付近に移されたという（現在の梅宮大社）。
近年の井手寺跡における発掘調査では、必ずしも寺院の性格を詳らかとはしないものの、飛鳥時代の遺構等はなく山背大兄王の円提寺建立伝承との対応は認められない一方で、奈良時代の8世紀中葉頃の遺構等が検出され橘諸兄の建立伝承とは対応することが認められている。なおかつては、文献上の円提寺の所在地について井手寺跡に比定する説の他に、木津川市鹿背山に比定する説も挙げられていた。

### 古代
文献上では、『続日本後紀』天長10年（833年）条に綴喜郡所在の円提寺に関する記述が見える（文献上初見。ただし当寺かは確かでないとする説もある）。また高知県土佐市の正念寺では平安時代前期頃の作の「井手寺」銘梵鐘が伝わり、当該時期の寺院の存在の支証とされる。
『左経記』万寿3年（1026年）条では「井手寺」の衰退の様子が記述されるが、天喜4年（1056年）の「山城国石垣荘住人等解案」・「山城国玉井荘下司田堵等解」によれば当時の円提寺には目代・別当があって分水相論を繰り返している。また前述の永万元年（1165年）の「山城国梅宮社司等解」では、「円提寺」への興福寺の押妨が橘氏是定の藤原基房に訴えられている。
この頃までには円提寺は藤原頼宗の所領であったとされるが、養和元年（1181年）の「後白河院庁下文案」では後白河院から新熊野社への寄進荘園の1つとして「円提寺」と見える。

### 中世・近世
鴨長明の『無名抄』では「井手の大臣の堂」に関する記述が見える。
前述の嘉吉元年（1441年）の『興福寺官務牒疏』では「井堤寺」として記載され、本尊は千手大士（千手観音）で、興福寺の末寺とする。
その後の変遷は詳らかでない。江戸時代には廃絶していたと見られ、『山州名跡志』・『都名所図会』等では旧跡としてのみ記される。

### 近代以降
近代以降の井手寺跡の来歴は次の通り。
- 1922年（大正12年）、残存土壇の調査。礎石を確認（梅原末治）[2][3][4]。
- 1969年（昭和44年）、遺跡地図作成に伴う踏査[3]。
- 1974年（昭和49年）、町内遺跡の踏査に際して軒瓦の採取（奈良大学考古学研究会）[3]。
- 1995年（平成7年）、土壇の試掘調査[3]。
- 2001年度（平成13年度）、府道整備工事に伴う調査（第1次調査）（京都府埋蔵文化財調査研究センター）[6][8]。
- 2003-2006年度（平成15-18年度）、第2-5次調査（第1期調査：寺域中央部、井手町教育委員会）[8]。
- 2007-2011年度（平成19-23年度）、第6-10次調査（第2期調査：寺域周辺部、井手町教育委員会、2014年に報告書刊行）[8]。
- 2018年（平成30年）3月23日、出土瓦が京都府指定有形文化財に指定[9]。
- 2020-2021年度（令和2-3年度）、栢ノ木遺跡第15次調査で塔基壇の検出（京都府埋蔵文化財調査研究センター）。

## 遺構

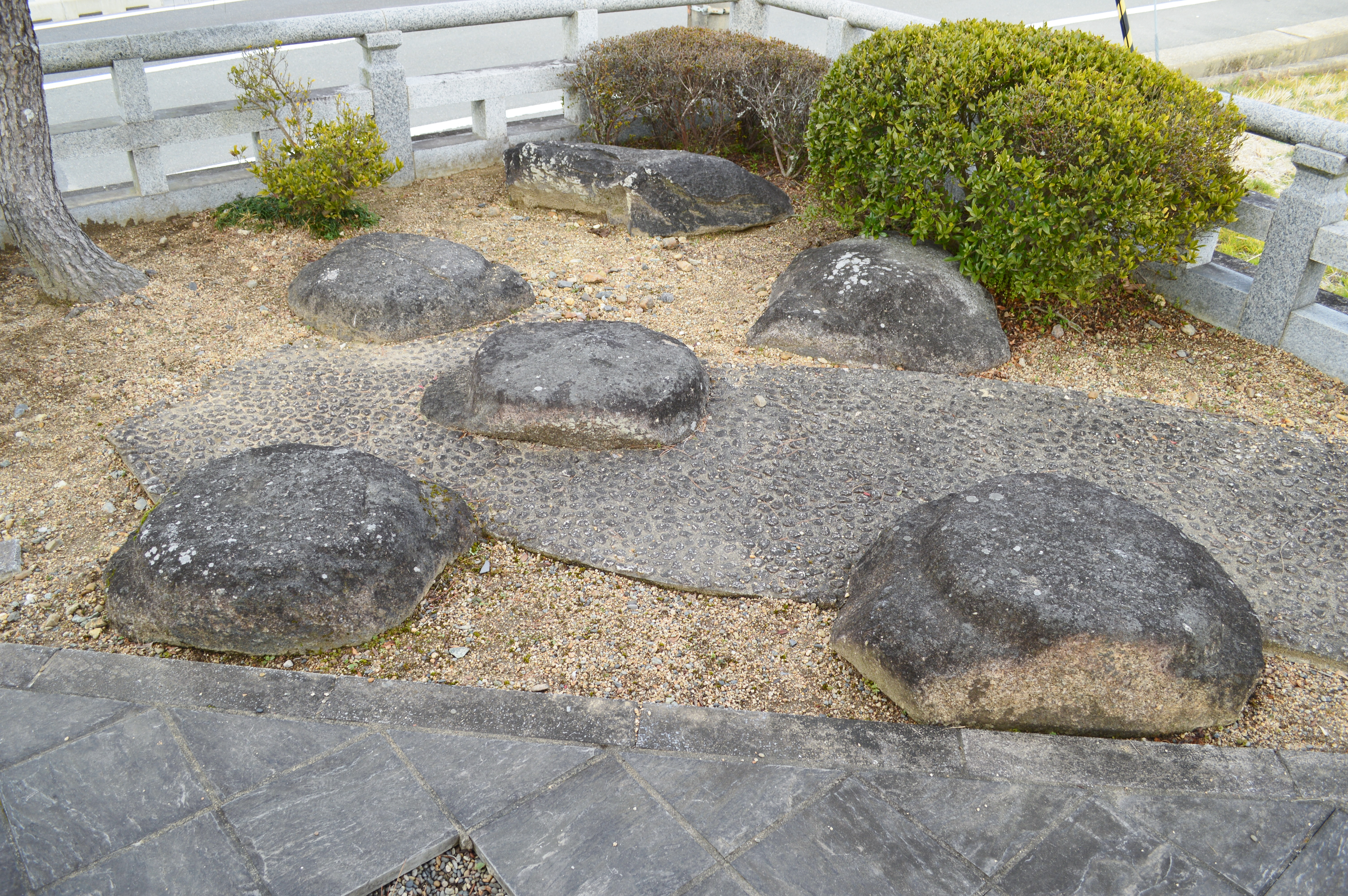
礎石

寺域は約240メートル四方（810尺四方）で、築地塀・雨落溝で区画される（現在東屋が建てられている付近が寺域中央部）。寺域内では建物7棟（礎石建物6棟・掘立柱建物1棟）の遺構が検出され、これらは中枢的な建物と想定されるが、伽藍配置や各建物の性格は詳らかでない。
建物礎石の一部については、明治期に天神社跡の記念として1か所に集められたことが知られる（現在の東屋付近か）。大正期の梅原末治の調査では礎石9個が認められ、いずれも花崗岩製で、火災痕を有することが報告されている。またその際には、延暦15年（796年）の隆平永宝や海獣葡萄鏡などの出土も認められている。
寺域一帯では奈良時代・平安時代の遺構・遺物が出土しているが、特に奈良時代のものが大半を占めている。出土瓦には平城宮跡・恭仁宮跡と同笵のものが認められることから、創建期は8世紀中葉頃に位置づけられる。その後は平安時代末期頃までの遺物が出土しているが、以降については明確な遺構は認められていない。なお現在では、出土した丸瓦・平瓦の復元品が東屋の瓦に使用されている。
以上の主要伽藍域の東限隣接地（栢ノ木遺跡第13次調査地）では、塔基壇が検出されている。自然石・割石を用いた乱石積基壇で、版築によって構築されており、一辺約15.3メートル（51尺）の正方形（東西約15.3メートル・南北約15.1メートル）を呈し、北辺・西辺の2ヶ所で階段が検出されている。基壇上面は削平を受けて礎石は失われており、基壇上建物は明らかでないが、基壇の規模から五重塔と推定される。また基壇の中央部では鎮壇具と見られる銭貨17枚が出土している。主要伽藍と離れて塔院を形成したと見られ、主要伽藍の創建からやや遅れる奈良時代後半-平安時代前期頃の建立、鎌倉時代頃の廃絶と推定される。

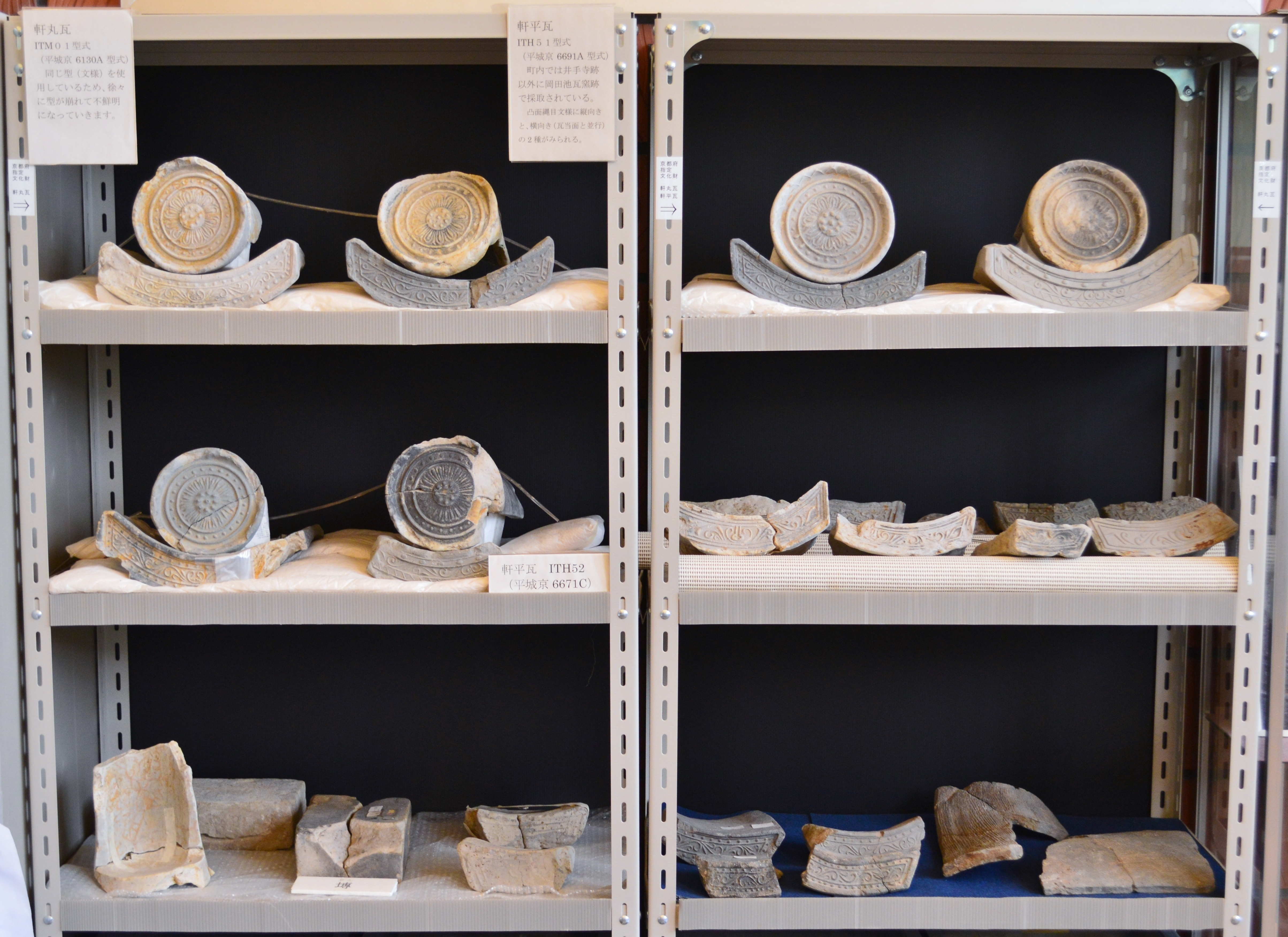
軒丸瓦・軒平瓦（平城宮跡同笵）
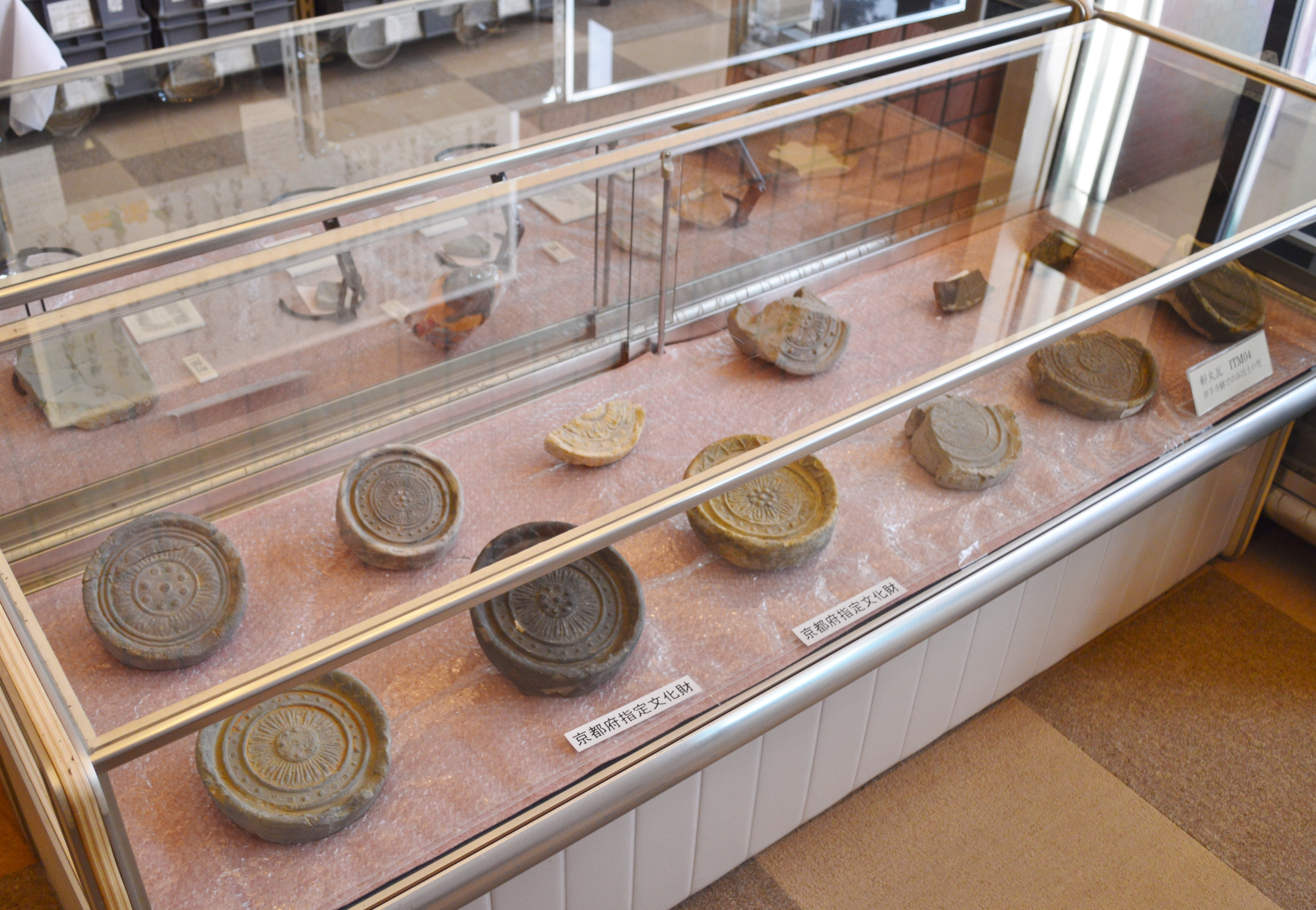
軒丸瓦・軒平瓦（井手寺跡独自笵）
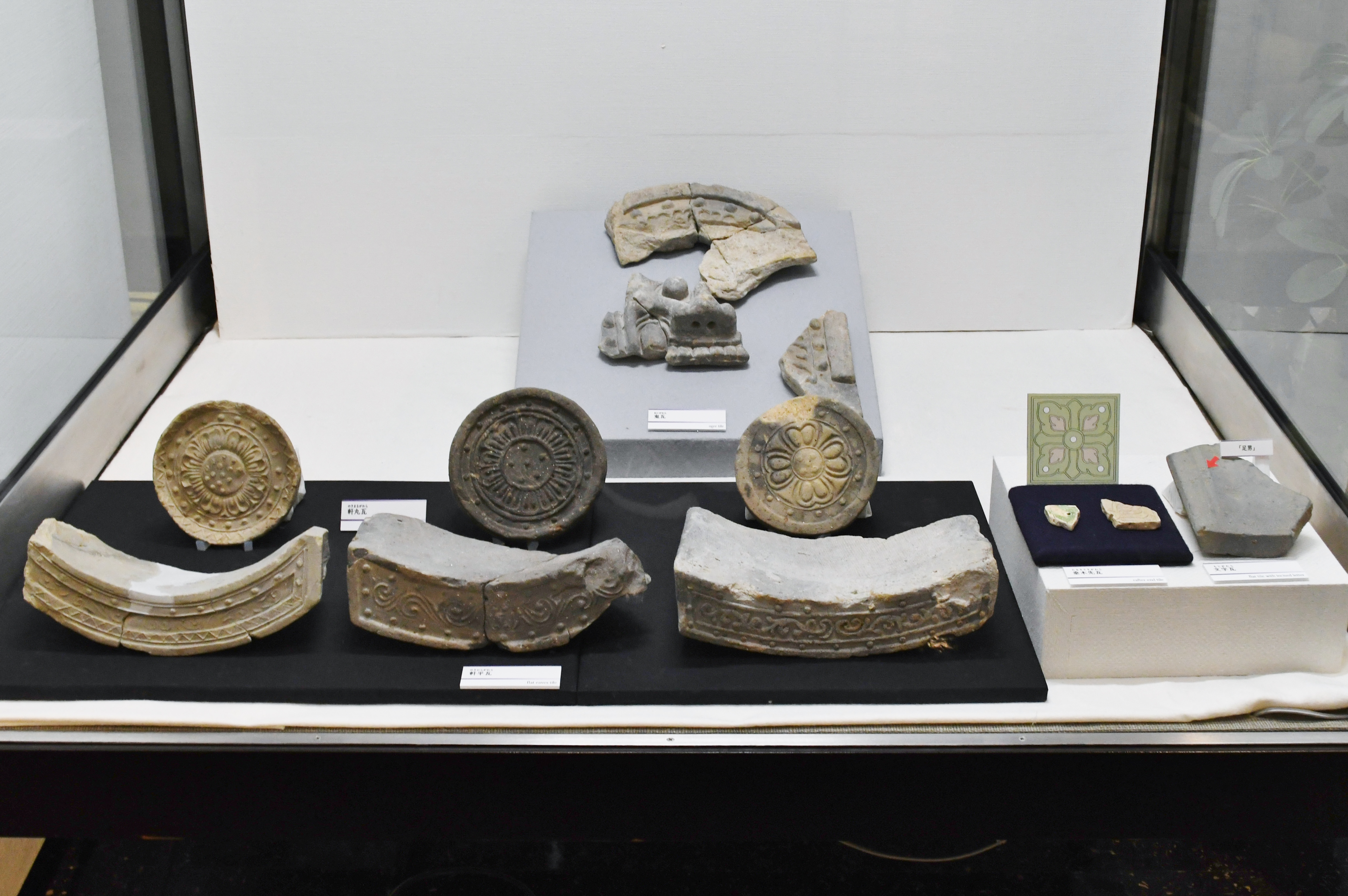
栢ノ木遺跡第13次調査出土品 埼玉県立歴史と民俗の博物館特別展時に撮影。
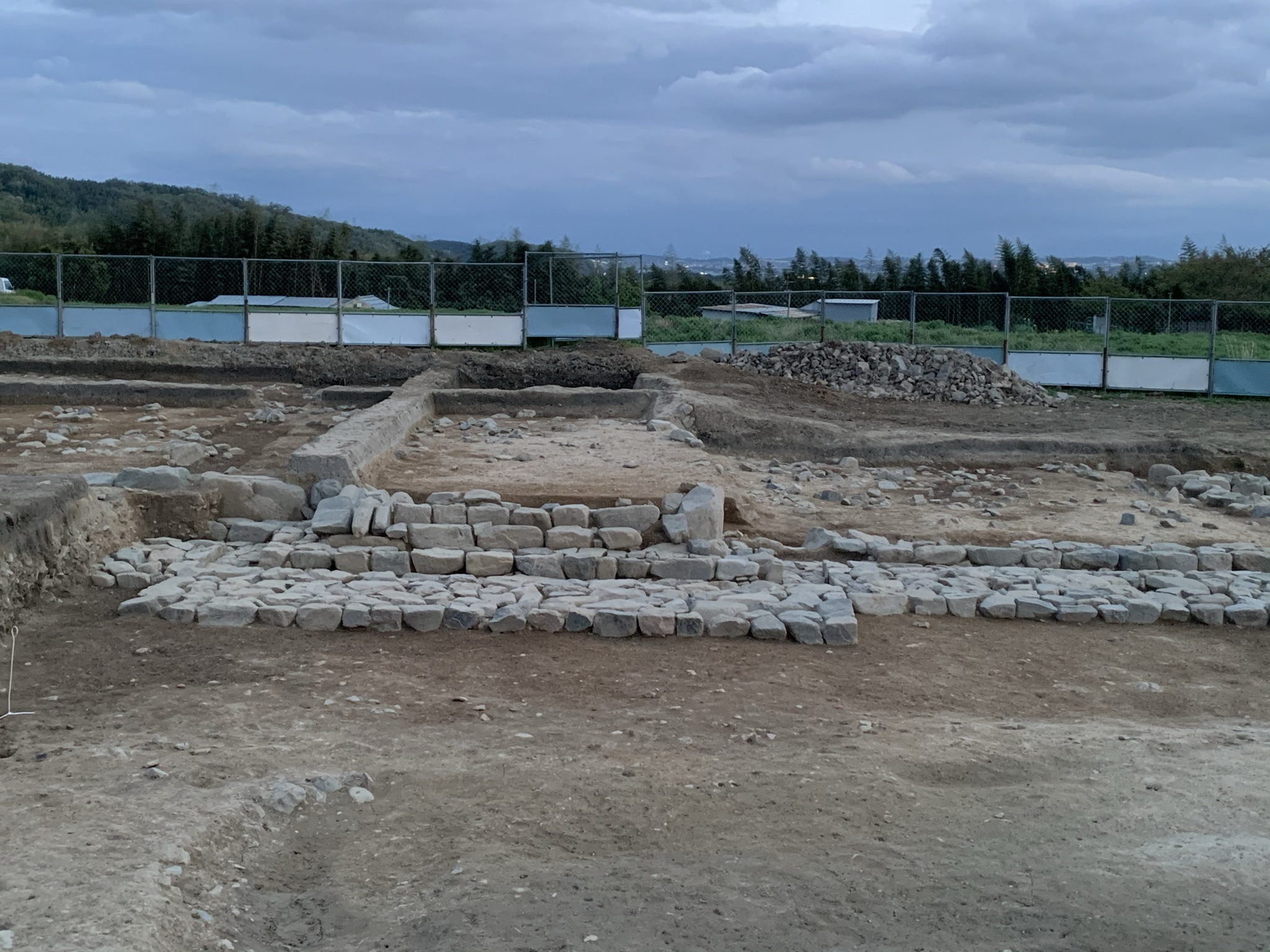
栢ノ木遺跡第13次調査によって発見された塔基壇跡
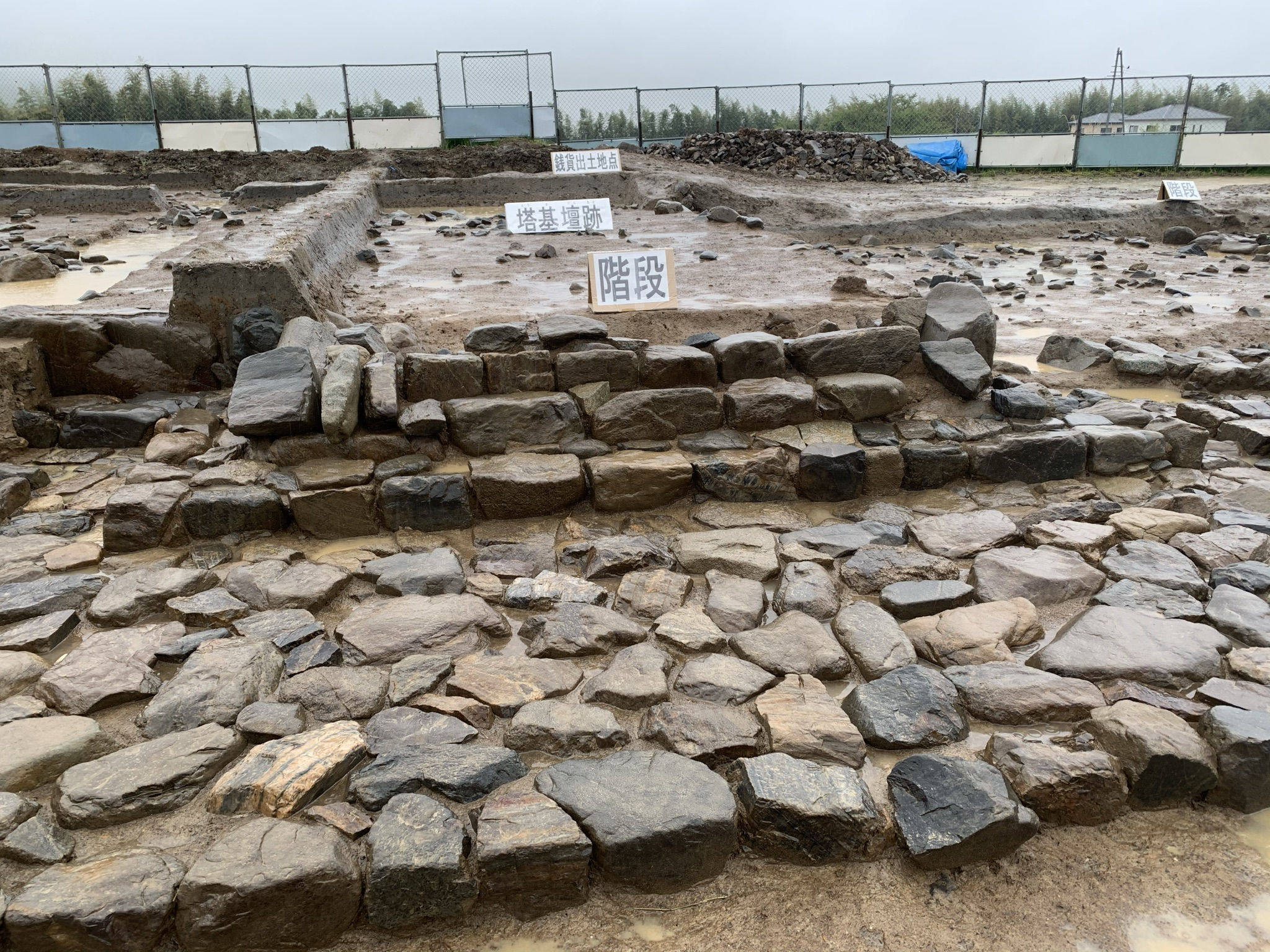
塔基壇跡 階段部分

## 文化財

### 京都府指定文化財
- 有形文化財
  - 井手寺跡出土瓦 一括（考古資料） - 内訳は以下。所有者は井手町。2018年（平成30年）3月23日指定[9]。
    - 三彩棰先瓦 残欠共 28点
    - 軒丸瓦 6点
    - 軒平瓦 1点

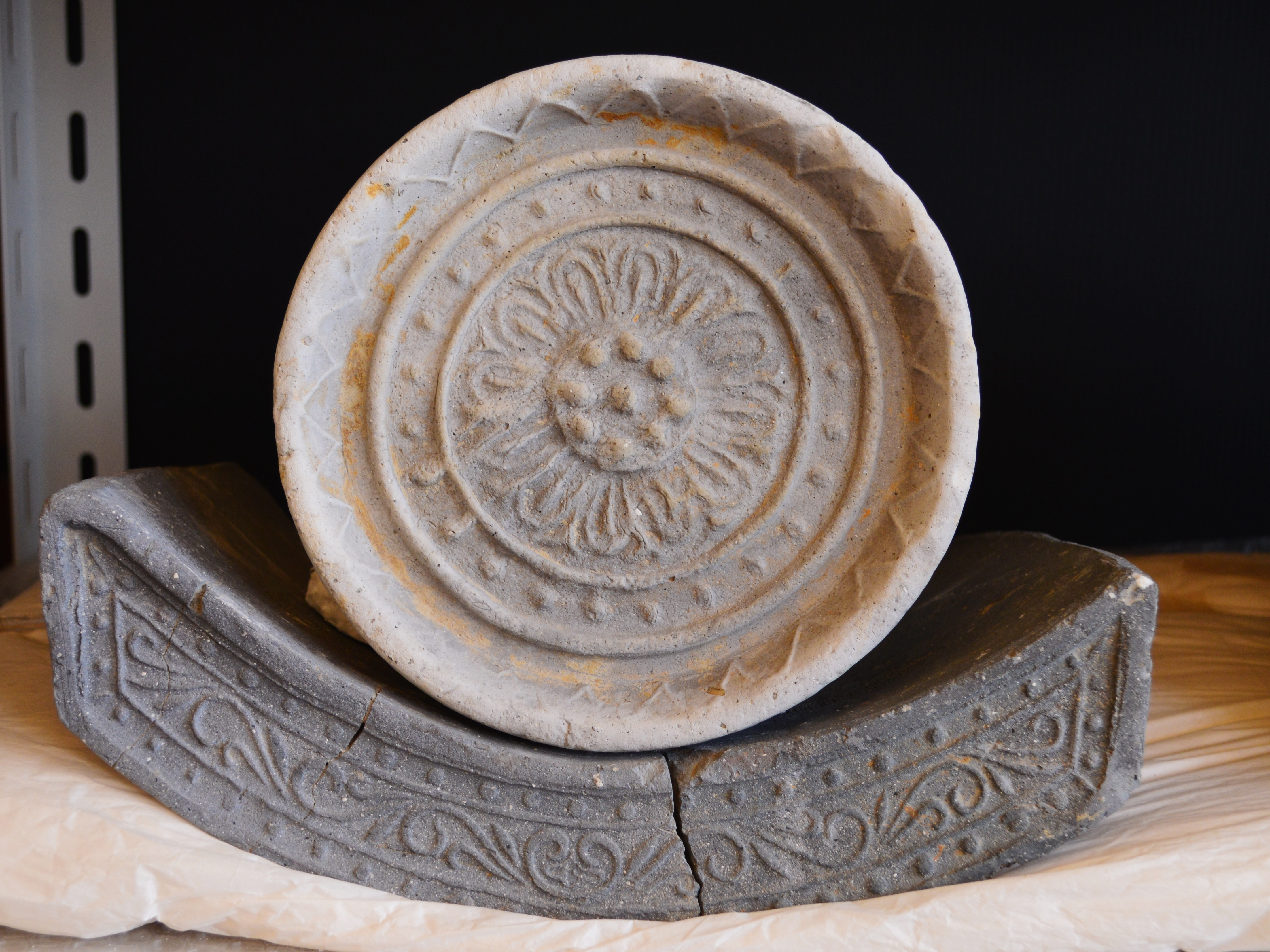
軒丸瓦（ITM01） 軒平瓦（ITH51） 井手町自然休養村管理センター展示。
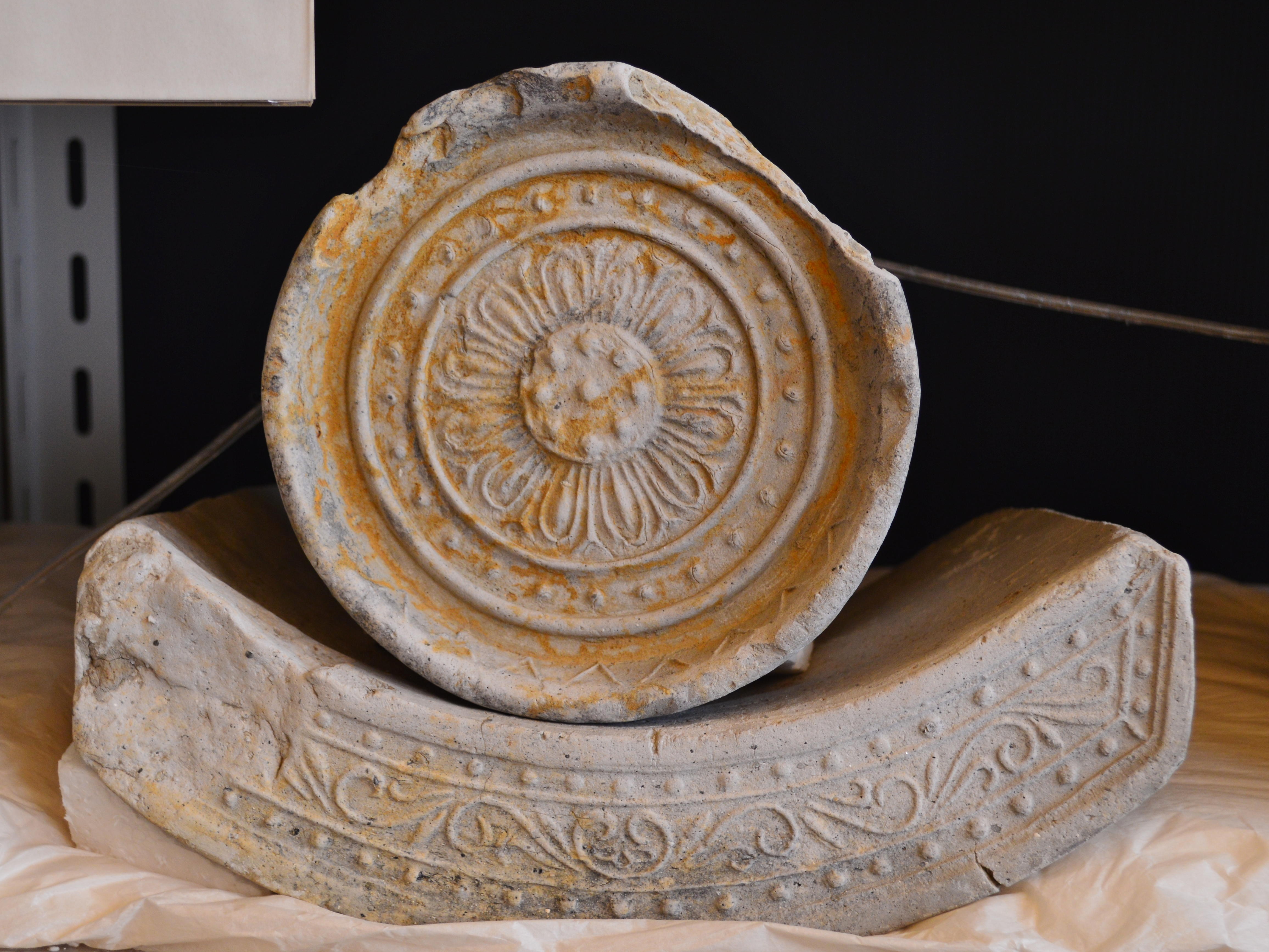
軒丸瓦（ITM01） 軒平瓦は非指定。井手町自然休養村管理センター展示。
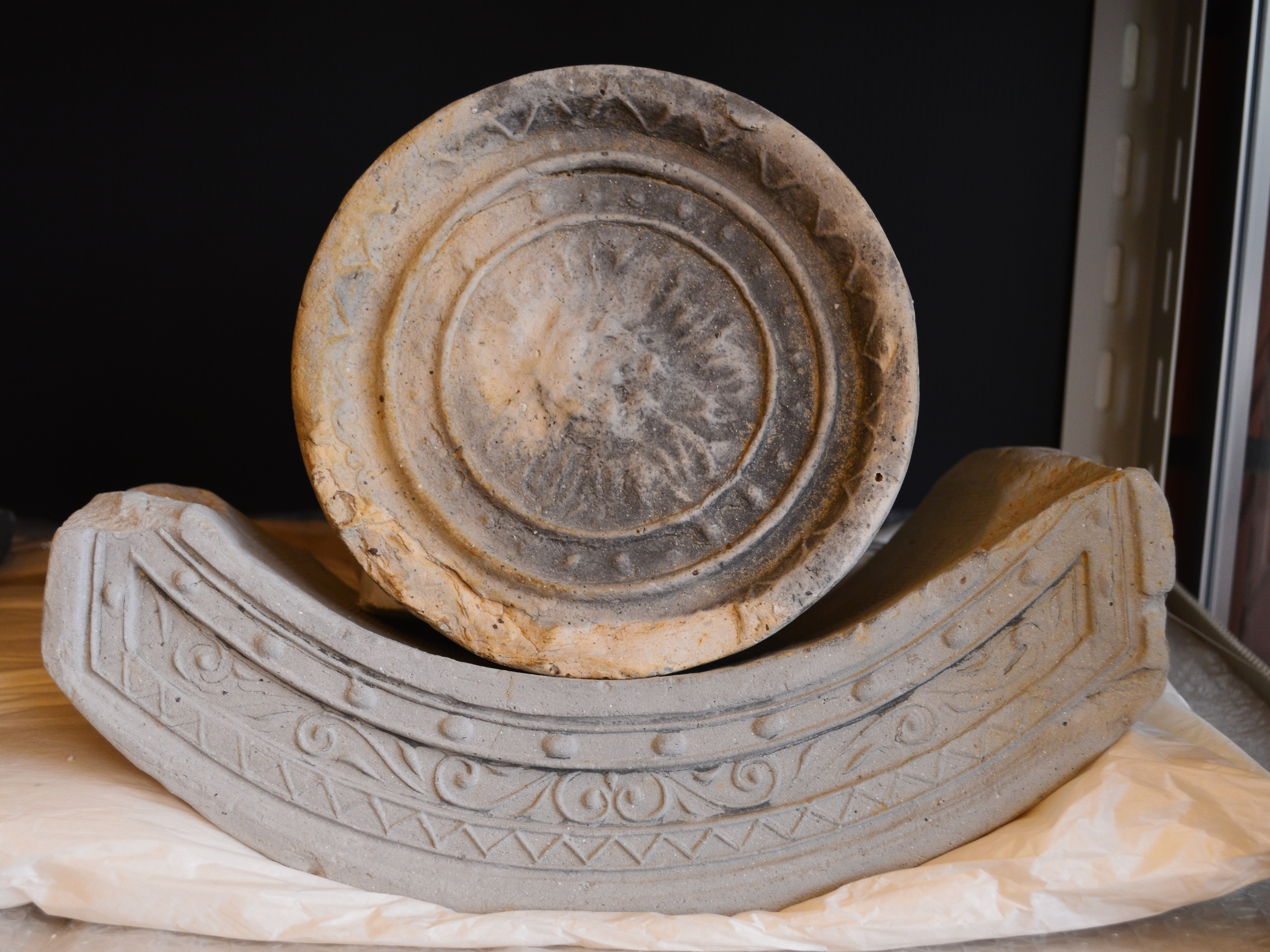
軒丸瓦（ITM01） 軒平瓦は非指定。井手町自然休養村管理センター展示。
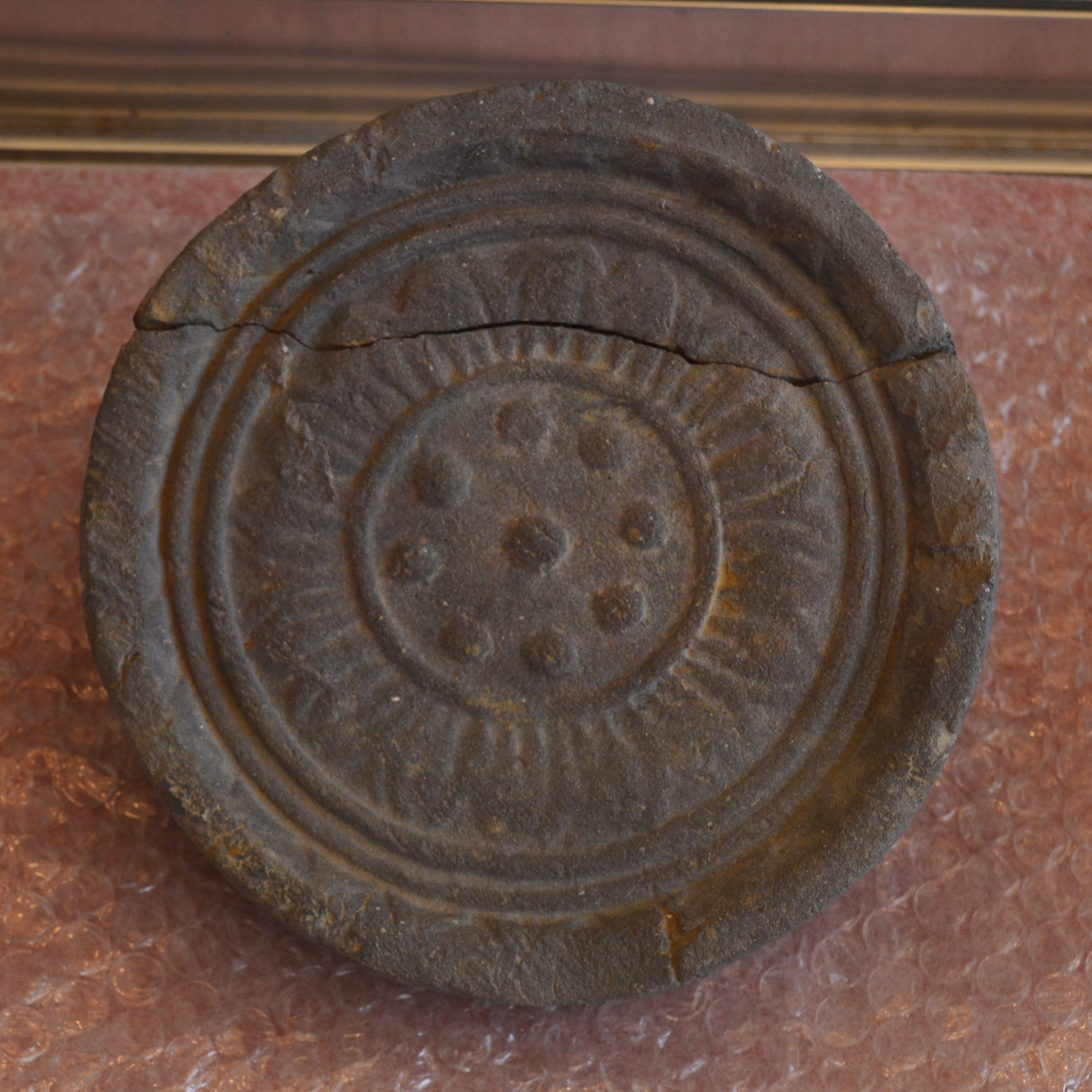
軒丸瓦（ITM04） 井手町自然休養村管理センター展示。
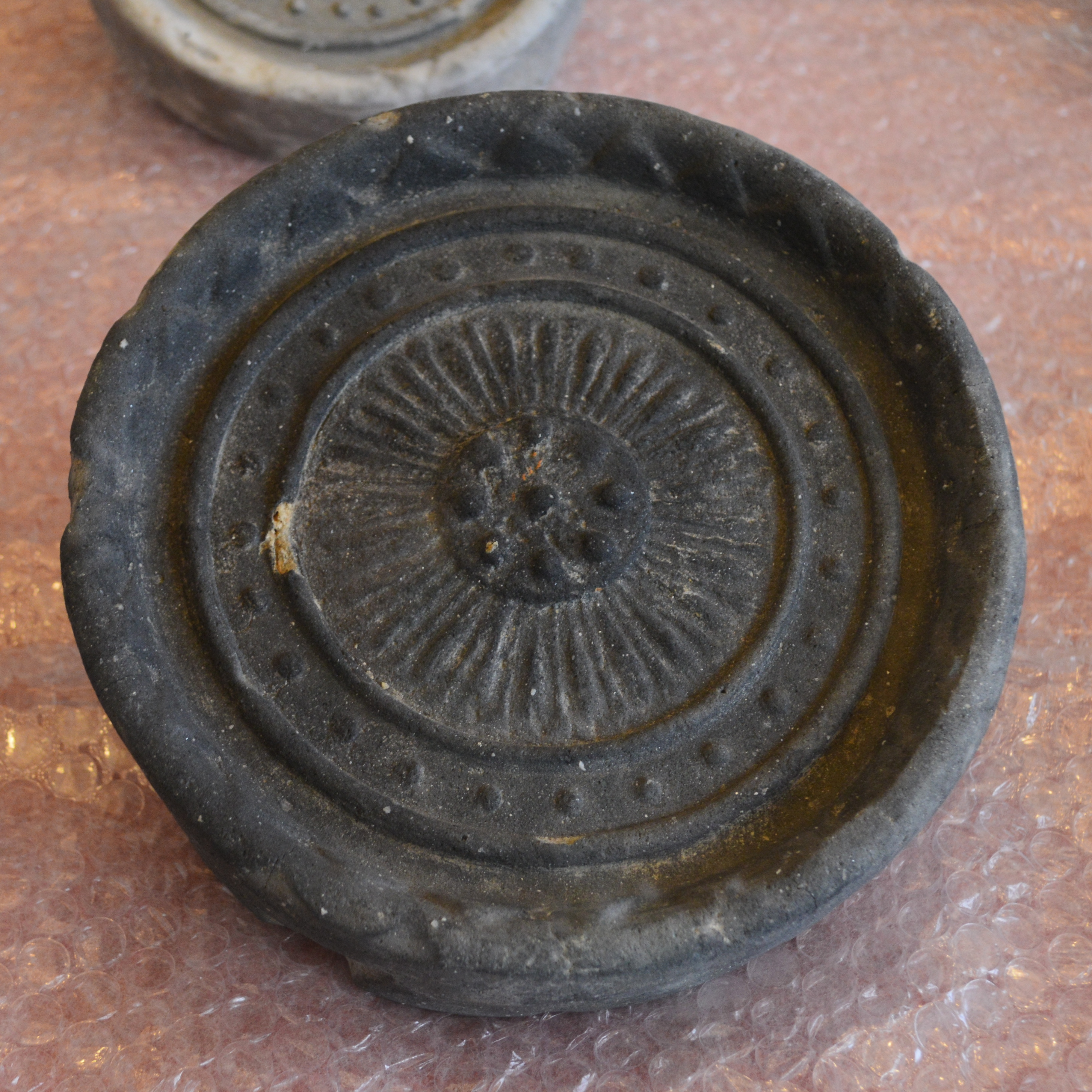
軒丸瓦（ITM04） 井手町自然休養村管理センター展示。
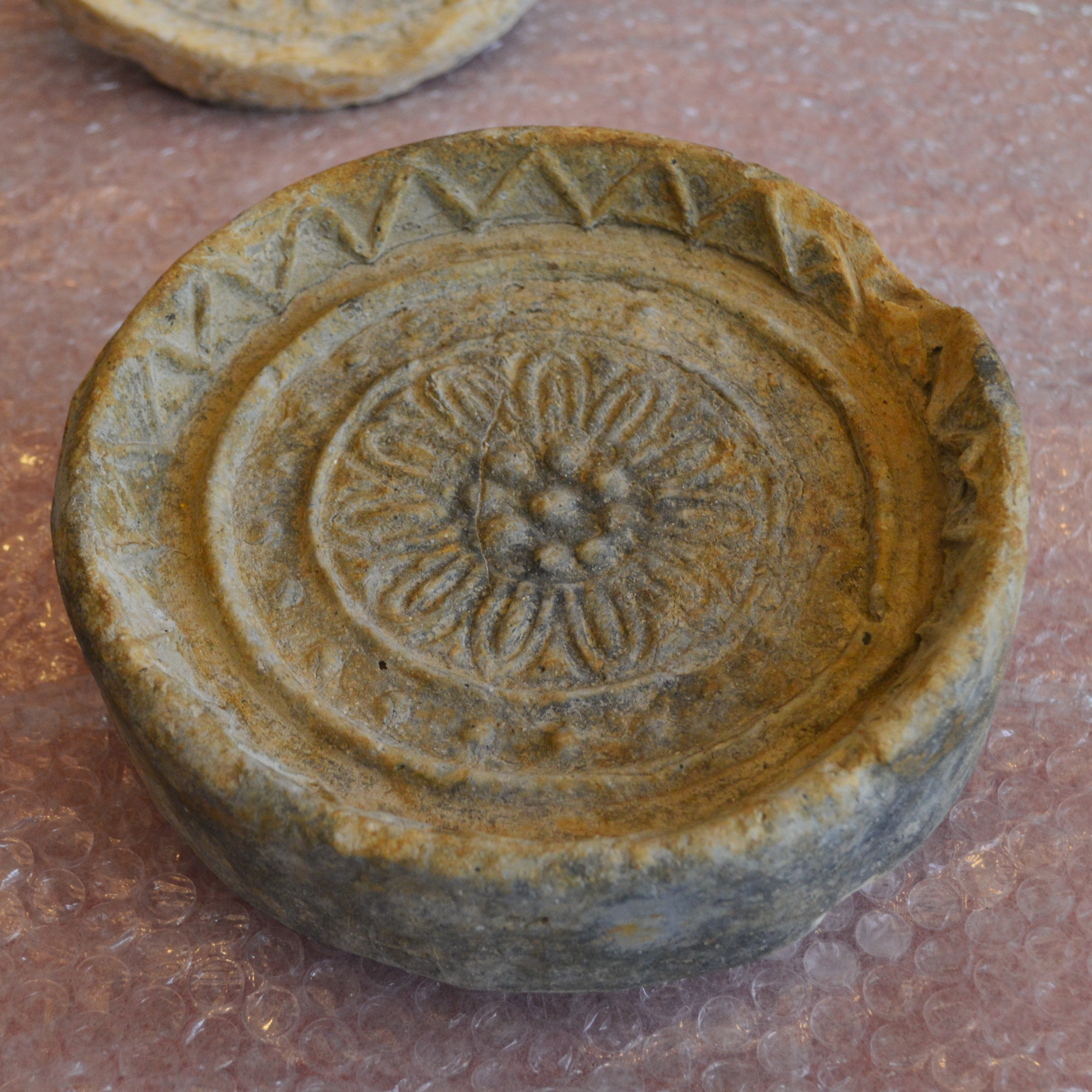
軒丸瓦（ITM04） 井手町自然休養村管理センター展示。

### 関連文化財
- 梵鐘 銘文井手寺
国の重要文化財（工芸品）。高知県土佐市の真宗大谷派正念寺に伝わる、平安時代前期の作と推定される梵鐘。総高29.6センチメートルの小型鐘で、「井手寺」の陽鋳銘を有する。正念寺自体は近世初頭頃の開基とされるが、この梵鐘は正念寺付近から出土したものといい、山城国の井手寺から土佐に移入されたとする説がある。1956年（昭和31年）6月28日指定[11][12][13][14]。

## 現地情報
所在地
- 石碑・説明板：京都府綴喜郡井手町大字井手小字東高月

交通アクセス
- 鉄道：西日本旅客鉄道（JR西日本）奈良線 玉水駅（徒歩約15分）

関連施設
- 井手町自然休養村管理センター（井手町井手二本松） - 井手寺跡出土瓦等を保管・展示。

周辺
- 石橋瓦窯跡 - 国の史跡「大安寺旧境内 附 石橋瓦窯跡」の一部。大安寺の瓦供給窯跡。
- 岡田池瓦窯跡

## 関連文献
（記事執筆に使用していない関連文献）
- 「井手寺址」『京都府史蹟勝地調査會報告 第四冊』京都府、1923年。 - リンクは国立国会図書館デジタルコレクション。
- 『井手寺跡発掘調査概報 平成15年度調査（京都府井手町文化財調査報告 第6集）』井手町教育委員会、2004年。
- 『井手寺跡発掘調査概報 平成16年度調査（京都府井手町文化財調査報告 第7集）』井手町教育委員会、2005年。
- 『井手寺跡発掘調査概報・石橋瓦窯跡発掘調査概報 平成17年度調査（京都府井手町文化財調査報告 第8集）』井手町教育委員会、2006年。
- 『井手寺跡発掘調査概報・石橋瓦窯跡発掘調査概報 平成18年度調査（京都府井手町文化財調査報告 第9集）』井手町教育委員会、2007年。
- 『井手寺跡発掘調査概報・石橋瓦窯跡発掘調査概報 平成19年度調査（京都府井手町文化財調査報告 第10集）』井手町教育委員会、2008年。
- 『井手寺跡発掘調査概報・石橋瓦窯跡発掘調査概報 平成20年度調査（京都府井手町文化財調査報告 第11集）』井手町教育委員会、2009年。
- 『井手寺跡発掘調査概報・石橋瓦窯跡発掘調査概報 平成21年度調査（京都府井手町文化財調査報告 第12集）』井手町教育委員会、2010年。
- 『井手寺跡発掘調査概報 平成22年度調査（京都府井手町文化財調査報告 第14集）』井手町教育委員会、2012年。